# Erythronium tuolumnense
Erythronium tuolumnense là một loài thực vật có hoa trong họ Liliaceae. Loài này được Applegate miêu tả khoa học đầu tiên năm 1930.